# Shi Shen
Shi Shen (Chinees: 石申,4e eeuw) was een Chinese astronoom en astroloog. Hij was een tijdgenoot van Gan De geboren in de staat Wei, ook bekend als Shi Shenfu.

## Observaties
Aan Shi worden de posities van 121 sterren toegeschreven. Shi lijkt ook de eerste nog bestaande zonnevlek observatie te hebben gedaan, al wordt deze soms per vergissing aan Gan De toegeschreven. Shi veronderstelde dat deze vlekken verduisteringen waren, die in het centrum begonnen van de zon en naar buiten bewogen. Hoewel hij hierin fout was, herkende hij de vlekken als verschijnselen van de zon.
Zijn werken omvatten De Rotsen van de Ruimte van acht banden. De Kaart van de Hemel van één band en de Sterrencatalogus van Shi van één band. De laatste twee worden ook wel toegeschreven aan zijn volgelingen. De meeste van zijn werken bleven niet volledig intact, maar sommige van zijn belangrijke geschriften bleven bewaard in de Verhandeling over Astrologie van de Kaiyuan Tijd.  
Verder schreef Si Shen de Astronomie (石氏天文, Tianwen), later bekend als Shi’s Klassieke boek van de Sterren (石氏星經, Shishi Xingjing).

## Invloed
Gan De en Shi Shen werden vaak geciteerd in een aantal astronomische teksten na hun tijd, al moeten ze niet worden verward met boeken die wel hun namen dragen maar door anderen werden geschreven. Een voorbeeld daarvan is het Sterrenhandboek van de meesters Gan en Shi Shi (甘石星經, Gan Shi Xingjing), die werd samengesteld door Ma Xian (馬顯) circa 579 als een appendix bij een kalender verhandeling. 
Op de maan is de krater Shi Shen naar hem genoemd.